# E School Life
《E School Life》是HOOKSOFT在2019年5月31日發售的戀愛冒險類型成人遊戲。2020年6月25日由Entergram發售PlayStation 4與任天堂Switch版本。

## 故事簡介
篠崎遼太郎因為父母工作的關係而長期在國外讀書，對這種生活感到厭倦的遼太郎找了好友花園亨幫忙，並成功回到日本就讀，回到日本後的遼太郎決定要找到自己的戀情。

## 登場角色

### 主要角色
篠崎遼太郎
作品男主角。原本待在海外讀書，後來在好友花園亨的幫助轉進羽生學園二年C班。
由於經歷多次轉學，接觸過很多不認識的人，因此養成了高明的溝通能力。
花園瑛美（聲：春乃いろは）
羽生學園一年級生，和遼太郎是青梅竹馬。以前跟遼太郎十分親近並稱他為哥哥，小時候性格任性，常給遼太郎添麻煩，現在把這件事視為黑歷史。
東金望愛（聲：結城ほのか）
遼太郎的同班同學及班長，也是圖書委員。對任何人都十分親切，但經常做出超過自己能力範圍的舉動而受到同學擔心。
陣內莉佳子（聲：中家志穗）
羽生學園二年級生，田徑社社員。不擅長與人交談。在選修課程中和遼太郎認識。
鈴山美里（聲：白雪碧）
羽生學園三年級生。個性明快活潑，喜歡有趣的事情。對於長時間待在海外的遼太郎很感興趣，因此要同班同學的亨製造見面的機會。

### 其他角色
烏丸裕香
羽生學園一年級生，大企業「烏丸製菓」的獨生女。在過度保護的父親指示下，身邊經常跟著保鑣。
吉村凜（聲：桃山いおん）
羽生學園三年級生，美里的同學。曾是羽生學園選美比賽的冠軍，後來因為某些事情而決定用瀏海蓋住自己的臉。
狹山惠梨奈（聲：河多和歌）
遼太郎的班導師，在學生之間很有人氣。和學生們也十分親近，被學生稱為「小惠梨老師」。
花園亨（聲：M.GT）
羽生學園三年級生，遼太郎的青梅竹馬、瑛美的哥哥。聽聞遼太郎想要回到日本的想法後，決定達成遼太郎的心願，並讓遼太郎住進自己家。興趣是鍛鍊肌肉和料理。

## 主題曲
片頭曲
作詞：，作曲、編曲：，主唱：中惠光城
片尾曲「Honey's High」
作詞：，作曲：、asuka，編曲：人狼假面，主唱：

## 外部連結
- E School Life遊戲官網（页面存档备份，存于）（日語）
- PS4、Switch版本遊戲官網（页面存档备份，存于）（日語）